# Sciurus oculatus
Sciurus oculatus (вивірка Петерса) — вид ссавців, гризунів родини Вивіркових (Sciuridae). Етимологія: лат. oculus — око, лат. ātus — утворення дієприкметника з іменника.

## Поширення
Країни поширення: Мексика (Ґуанахуато, Ідальго, Мехіко, Пуебла, Керетаро, Сан-Луїс-Потосі, Веракрус). Зустрічається на висотах від 1500 до 3600 м. Цю вивірку можна знайти в соснових і дубових лісах і в посушливих горах. 

## Морфологія
Розрізнення. S. oculatus може бути симпатричним з Sciurus aureogaster and Sciurus deppei. S. oculatus (загальна довжина 530-560 мм) розміром приблизно з S. aureogaster (загальна довжина 418-573 мм), але S. oculatus має коренастіше тіло і не має P3. S. deppei (загальна довжина 343-387 мм), має P3 і є значно меншим, ніж S. oculatus. Зовні S. oculatus нагадує Sciurus carolinensis, особливо більш південні підвиди S. carolinensis. Найочевиднішою відмінністю є відсутність P3 S. oculatus. Генетичні відносини можуть бути ближчі до Sciurus niger, ніж до S. carolinensis.
Опис. Велика деревна вивірка. Верх або одноманітно сиво-сірий або є серединна смуга чи наповнення чорного кольору. Вуха і орбітальні кільця від тьмяно-білого до жовто-коричневого кольору. Зверху хвіст чорний з важким заповненням білого. Знизу від сиво-сірого до жовтувато-коричневого кольору з кордону чорного волосся з білими кінчиками. Низ варіює від білого кольору до блідо-жовтуватого збагаченого вохрово-буруватим. Смуги навколо очей добре помітні, у різних підвидів вони різного кольору. Хутро густе і грубе. Волосся по центру спини довжиною 15 мм, по центру хвоста 58 мм і на кінці хвоста 80 мм. Підшерстя довге. Є 4 пари молочних залоз. Зубна формула: I 1/1, C 0/0, P 1/1, M 3/3 = 20.

## Поведінка
Було відзначено, що споживає мигдаль (Prunus), жолуді і дикий інжир (Ficus). Її період розмноження припадає на липень і серпень.

## Загрози та охорона
Серйозних загроз для виду нема. Цей вид зустрічається в кількох природоохоронних територіях по всьому ареалу.